# Троїцька церква (Степанівка)
Троїцька церква — православний храм та пам'ятка архітектури місцевого значення у Степанівці.

## Історія
Рішенням виконкому Чернігівської обласної ради народних депутатів від 28.04.1987 № 119 надано статус «пам'ятника архітектури місцевого значення» з охоронним № 47-Чг під назвою «Троїцька церква». Встановлено інформаційну дошку.

## Опис
Троїцька церква — приклад народної дерев'яної монументальної архітектури у формах бароко та класицизму. Була збудована у бароковому стилі у 1767—1769 роки. Внаслідок перебудови 1881 року церква набула форм класицизму.
Дерев'яна, тридольна (тризрубна), триглава церква з дзвіницею. Подовжена по осі захід-схід: бабинець, центральний об'єм, вівтар. Центральний об'єм (зруб) вінчає двох заломний (2 уступи) верх: купол з глухим ліхтарем і головкою на восьмигранному барабані. Квадратний бабинець (притвор) та 5-гранний вівтар укриті наметами з глухими ліхтариками.
1881 року до входів прибудовано три ґанки, два з яких з 4-колонними портиками, увінчаними трикутними фронтонами. Також у 1881 році із заходу до бабинця була прибудована двоярусна дзвіниця з переходом (між ними) — восьмерик на четверику, увінчаний куполом із глухим ліхтарем та головкою.
Зберігся масляний розпис ХІХ століття та іконостас.

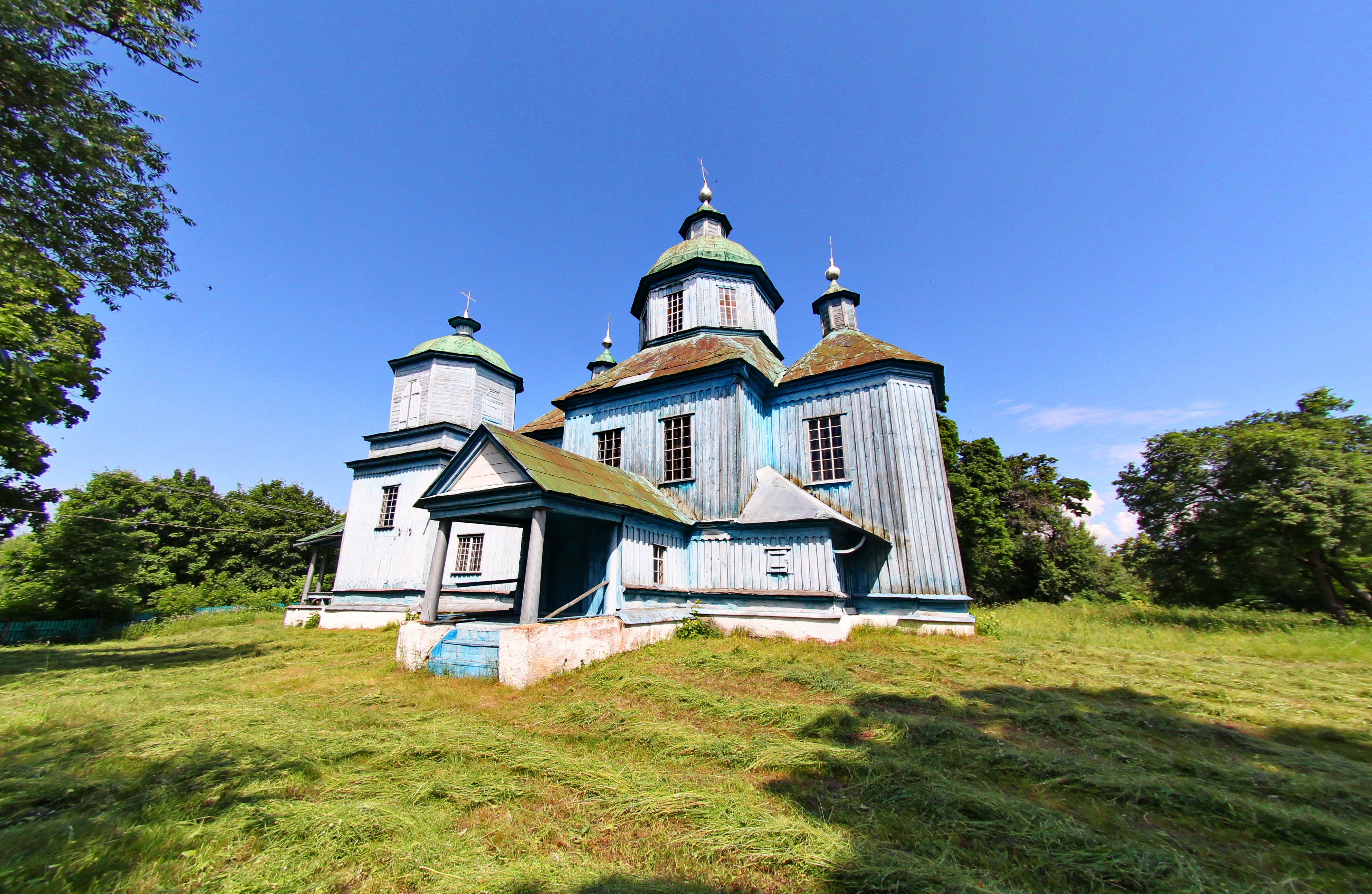
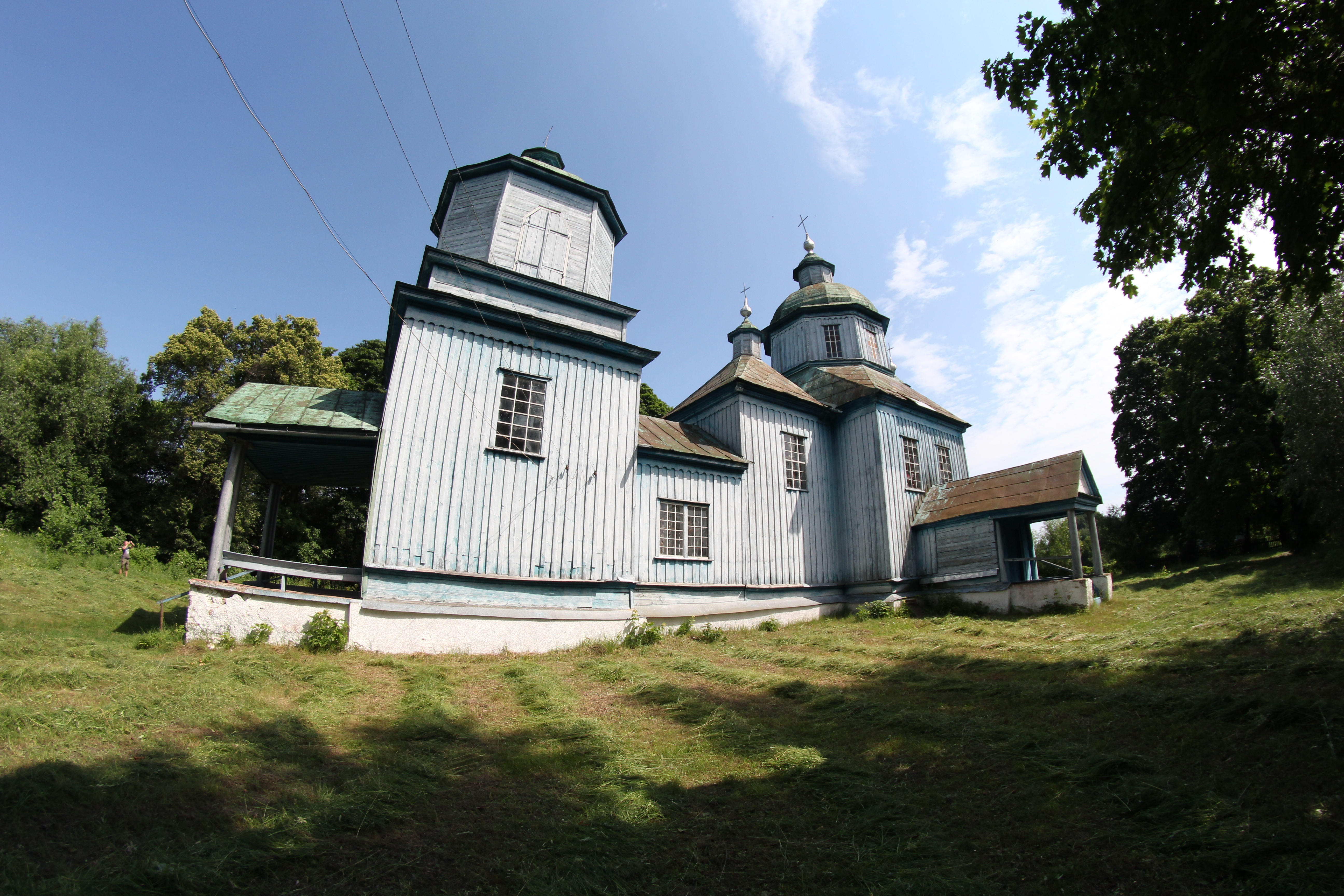
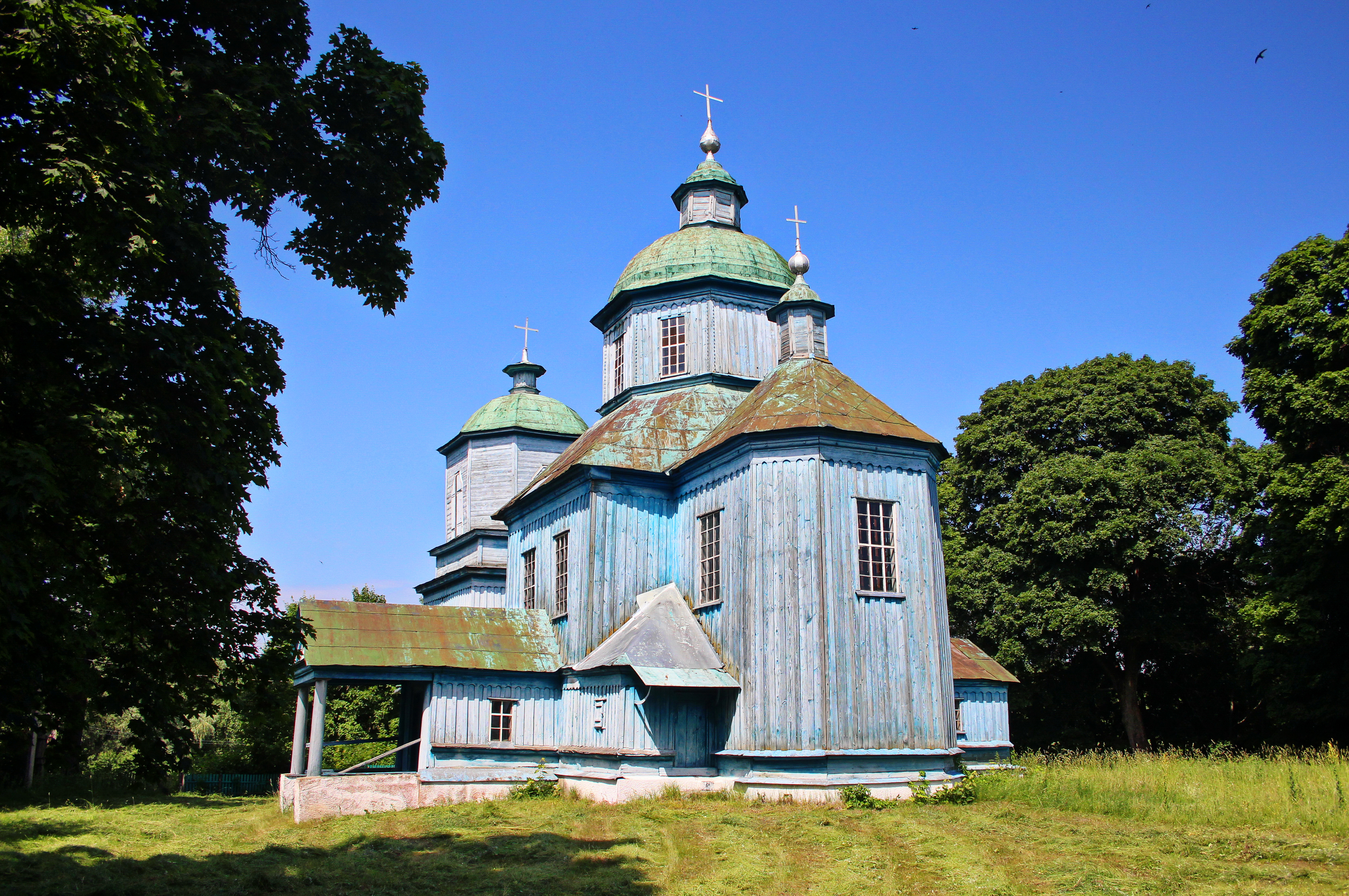
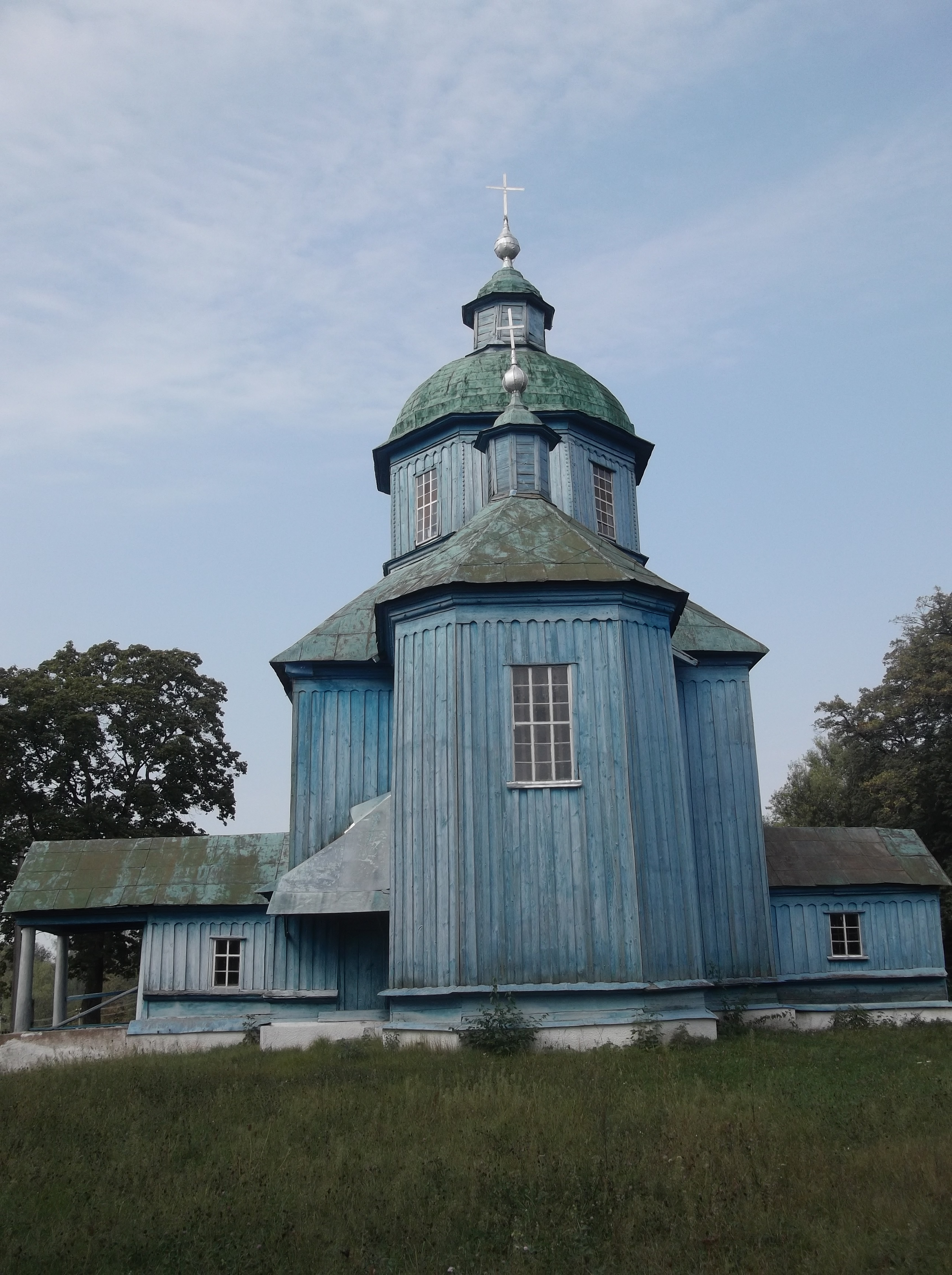
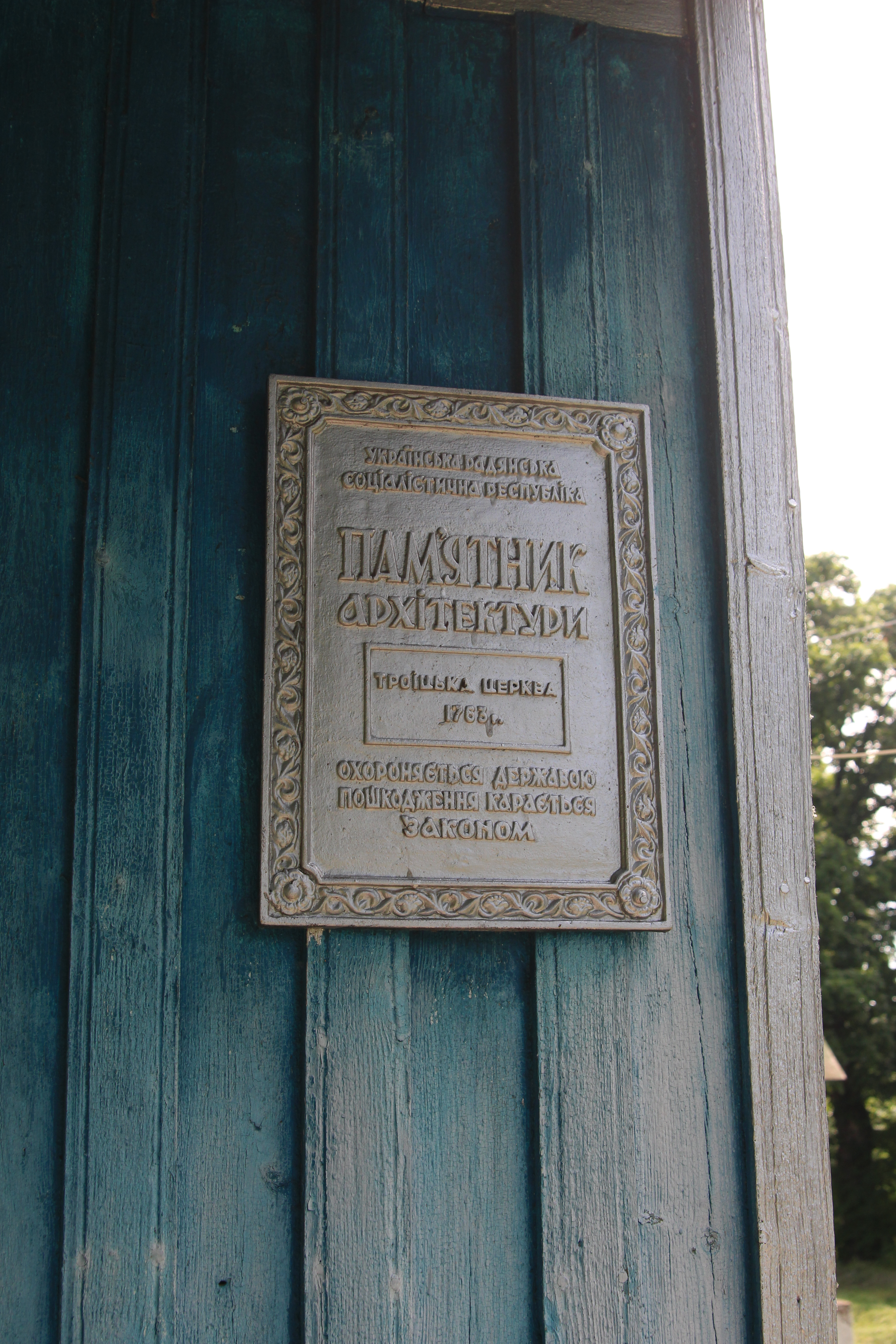
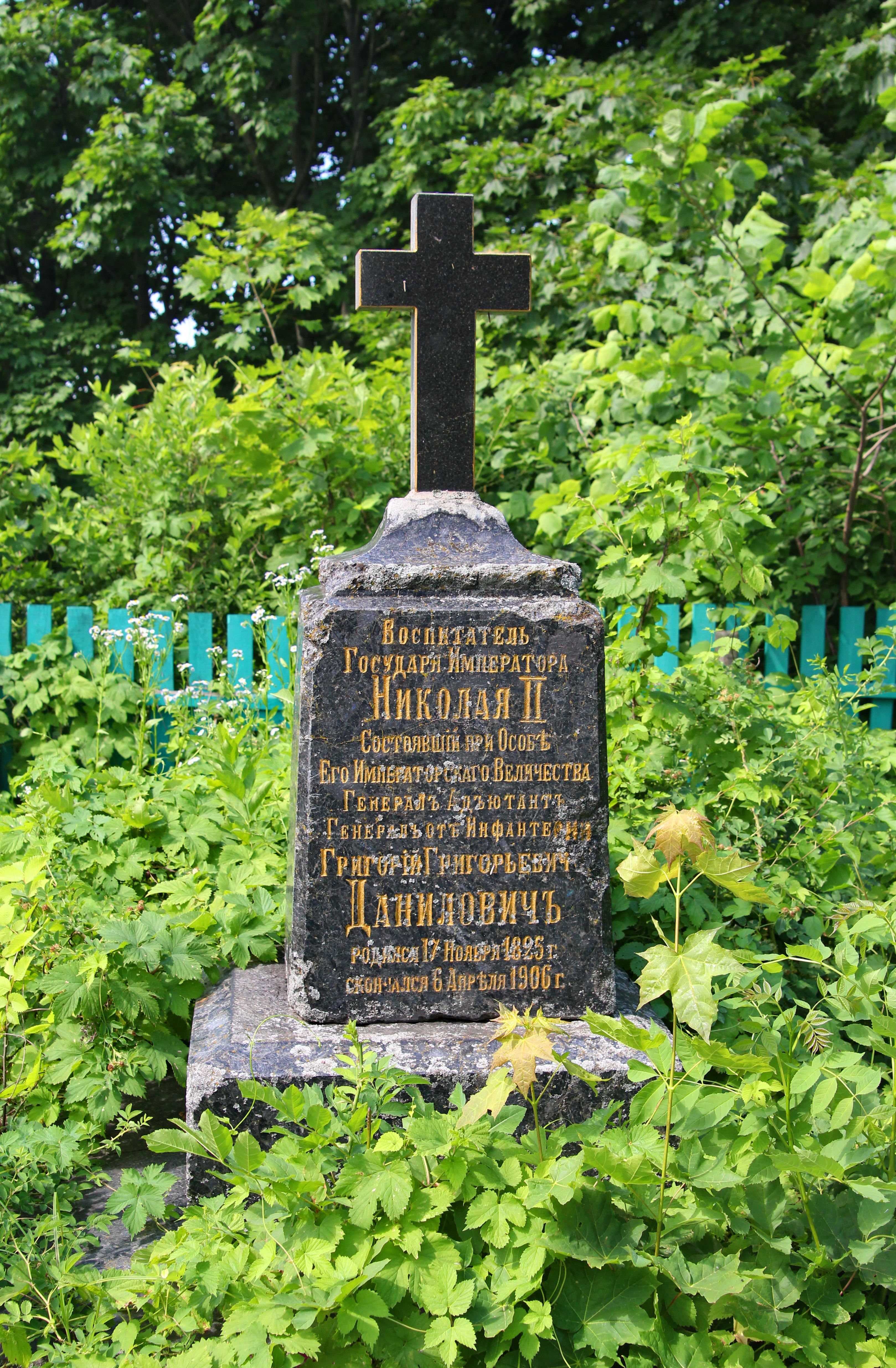